# Polednice (film)
Polednice je český film režiséra Jiřího Sádka z roku 2016. Jedná se o jeho celovečerní debut.

## Obsah
Pojednává o matce, která se vrací s touhou začít život od nuly do rodné vesnice svého muže. Zde se ale setkává s místní podivínkou, kterou před dávnými časy postihlo neštěstí.

## Výroba
Film se natáčel v srpnu a v září 2015 ve Vinařicích na Berounsku a v Praze. Plánováno bylo 16 natáčecích dnů. Vznik filmu podpořil Státní fond České republiky pro podporu a rozvoj české kinematografie.

## Obsazení
| Aňa Geislerová    | Eliška         |
| Daniela Kolářová  | Mrázová        |
| Karolína Lipowská | Anetka         |
| Jiří Štrébl       | Zdeněk Poláček |
| Marie Ludvíková   | Dáša Poláčková |
| Halka Třešňáková  | Šimonova matka |
| Zdeněk Mucha      | Mráz           |
| Tomáš Bambušek    | Merta          |

## Recenze
- František Fuka, FFFilm
- Alena Prokopová, psáno pro Lidové noviny
- Karolína Černá, Kritiky.cz
- Matěj Svoboda, MovieZone.cz